# مايك والش (مقدم تلفزيوني)
مايك والش (بالإنجليزية: Mike Walsh)‏ هو مقدم تلفزيوني أسترالي، ولد في 5 مارس 1938 في Corowa ‏ في أستراليا.

## وصلات خارجية
- مايك والش على موقع IMDb (الإنجليزية)
- مايك والش على موقع ديسكوغز (الإنجليزية)